# Большое Софроново
Большое Софроново — деревня в Кашинском городском округе Тверской области.

## География
Находится в юго-восточной части Тверской области на расстоянии приблизительно 23 км на запад по прямой от города Кашин.

## История
Деревня (Сафронова) была показана ещё на карте Кашинского уезда 1825 года; в 1859 году в ней было учтено 32 двора. В 1941 году — Большое Сафроново. С 28 февраля 2005 по 7 апреля 2018 года входила в состав ныне упразднённого Славковского сельского поселения.

## Население
Численность населения: 332 человека (1859 год), 13 (русские 100 %) в 2002 году, 1 в 2010.

### Известные жители
- Бучкин, Пётр Дмитриевич (1886—1965) — художник, профессор ЛИЖСА имени И.Репина и ЛВХПУ имени В. И. Мухиной, Заслуженный деятель искусств РСФСР.
- Шарков, Алексей Николаевич (1908—1970) — артиллерист Великой Отечественной войны, Герой Советского Союза.